# Гиперманьеризм
Гиперманьеризм (другое название — анахронизм) — одно из течений постмодернистской живописи, предлагающее авторскую интерпретацию искусства прошлого.

## История
Гиперманьеризм возник в Италии в конце 70-х, а в начале 80-х — во Франции. Его важнейшим идейным источником стало творчество Джорджо де Кирико. Гиперманьеристы (или анахронисты) вдохновляются искусством мастеров прошлого (Возрождения, маньеризма, барокко), которых они перефразируют, пародируют. По сути своей, гиперманьеристы — стилизаторы, обратившиеся к анализу искусства прошлого. Идея, концепция, цитата — основа диалога художника с прошлым.

## Художники
- Карло Мария Мариани
- Омар Галлиани
- Луиджи Онтани
- Стефано ди Стасио
- Убальдо Бартолини
- Антонио Абате
- Жан Гаруй
- Жерар Гаруст